# Cissoide di Diocle

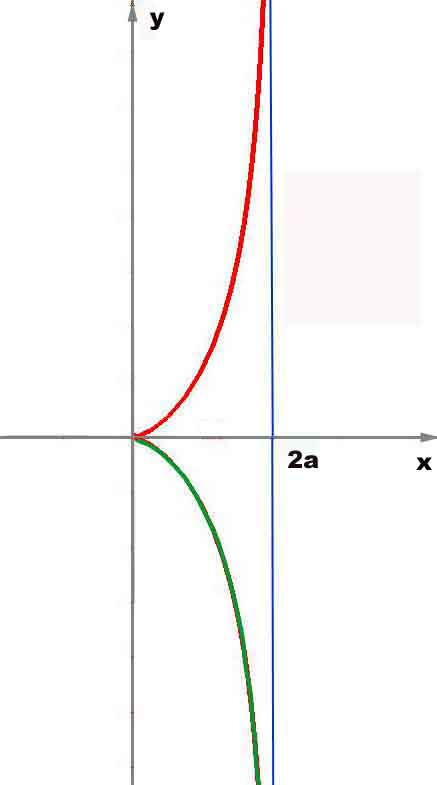
Cissoide di Diocle nel piano cartesiano

La cissoide di Diocle è una curva piana dotata di una cuspide; in questo punto essa presenta una sola tangente, che viene chiamata anche asse della cissoide, in quanto la curva risulta simmetrica rispetto a tale retta.
Dalla cuspide si dipartono due rami simmetrici, con lo stesso asintoto ortogonale all'asse.
Questa curva fu utilizzata da Diocle per risolvere il problema della duplicazione del cubo. Il termine "cissoide" proviene dal greco antico κισσοειδής (kissoeidès), "a forma di (foglia di) edera", composto di κισσός (kιssós), edera, e dal suffisso -ειδής (-eidès), a forma di, simile a.

## Equazioni
La cissoide di Diocle può essere definita da diverse equazioni:
- equazione polare:

{\displaystyle \rho =2a(\sec \theta -\cos \theta ),\quad {\mbox{con}}\quad \theta \in (-\pi /2,\pi /2)}.
- equazione parametrica:

{\displaystyle \left\{{\begin{matrix}y&=&2a\left(\tan \theta -{1 \over 2}\sin 2\theta \right)\\x&=&2a\sin ^{2}\theta ,\end{matrix}}\right.}
- equazione cartesiana:

{\displaystyle y^{2}={x^{3} \over 2a-x}\quad {\mbox{dove}}\quad x\in [0,2a)}.

## Costruzione della cissoide

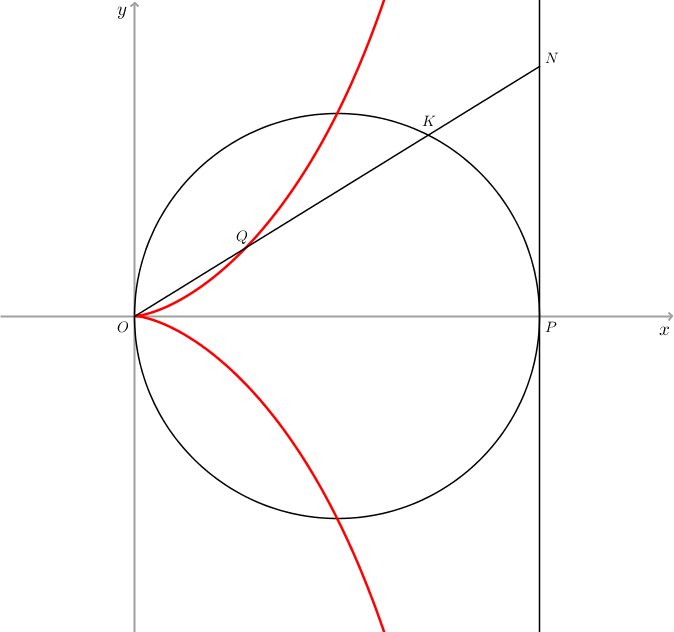
Costruzione della cissoide di Diocle

La cissoide di Diocle è un caso particolare di cissoide, ottenuta utilizzando come curve base una circonferenza e una retta {\displaystyle r} ad essa tangente nel punto {\displaystyle P}, e come polo il punto {\displaystyle O} della circonferenza opposto a {\displaystyle P}. Ogni retta passante per {\displaystyle O} interseca {\displaystyle r} in un punto {\displaystyle N} e la circonferenza {\displaystyle \Gamma } in un punto {\displaystyle K}; la cissoide di Diocle è il luogo dei punti {\displaystyle Q} per cui vale l'uguaglianza {\displaystyle OQ=KN}.

### Equazione polare
Da questa relazione è semplice ricavare l'equazione polare della cissoide: detto {\displaystyle \theta } l'angolo {\displaystyle P{\hat {O}}N}, posto {\displaystyle OP=2a}, dalle relazioni dei triangoli rettangoli {\displaystyle OPK} e {\displaystyle OPN} si ha:
{\displaystyle {\begin{matrix}ON&=&2a\sec \theta \\OK&=&2a\cos \theta \\QN&=&ON-OQ=2a\sec \theta -\rho ,\end{matrix}}}
da cui segue {\displaystyle 2a\cos \theta =2a\sec \theta -\rho } e l'equazione 
{\displaystyle \rho =2a\sec \theta -2a\cos \theta .}

## Equazione cartesiana
L'equazione cartesiana si ricava sostituendo nell'equazione polare:
{\displaystyle {\begin{matrix}\rho &=&{\sqrt {x^{2}+y^{2}}}\\\cos \theta &=&{\frac {x}{\rho }}={\frac {x}{\sqrt {x^{2}+y^{2}}}}\\\sec \theta &=&{\frac {1}{\cos \theta }}={\frac {\sqrt {x^{2}+y^{2}}}{x}}.\end{matrix}}}
Si ottiene allora:
{\displaystyle {\sqrt {x^{2}+y^{2}}}=2a\left({\frac {\sqrt {x^{2}+y^{2}}}{x}}-{\frac {x}{\sqrt {x^{2}+y^{2}}}}\right)=2a{\frac {y^{2}}{x{\sqrt {x^{2}+y^{2}}}}}.}
Eliminando i denominatori e isolando la {\displaystyle y} si ottiene l'equazione desiderata:
{\displaystyle {\begin{matrix}x\left(x^{2}+y^{2}\right)&=&2ay^{2}\\x^{3}+xy^{2}&=&2ay^{2}\\x^{3}&=&\left(2a-x\right)y^{2}.\end{matrix}}}

## Altre proprietà
Per la cissoide di Diocle valgono le seguenti proprietà, che possono anche essere assunte come definizione della curva:
- la podaria di una parabola rispetto al suo vertice è una cissoide di Diocle;
- se una parabola ruzzola (senza strisciare) su una parabola uguale toccandola sempre esternamente, il suo vertice descrive una cissoide di Diocle;
- la famiglia delle cissoidi è l'intersezione della famiglia delle concoidi di de Sluze con la famiglia delle ofiuridi.